# Ширер, Бобби
Ро́берт Ши́рер (англ. Robert Shearer; 29 декабря 1931, Гамильтон, Ланаркшир — 5 ноября 2006) — шотландский футболист и футбольный тренер, играл на позиции защитника. Известен по выступлениям за «Рейнджерс», в котором был одним из ключевых защитников.

## Биография

### Клубная карьера
Ширер начал карьеру в клубе «Гамильтон Академикал», в котором отыграл четыре сезона, откуда в 1955 году перешёл в «Рейнджерс». В составе «Рейнджерс» Ширер отыграл 10 сезонов, выиграв шесть чемпионских титулов, 4 Кубка Шотландии и 4 Кубка Шотландии. Ширер играл в финале Кубка обладателей кубков, в котором его команда проиграла по сумме двух матчей итальянской «Фиорентине» с общим счётом 4-1.
В 1963 году Ширер стал капитаном «Рейнджерс», которым оставался в течение двух сезонов. Ширер известен тем, что сыграл за «Рейнджерс» 165 матчей подряд без замен.
В 1965 году Ширер перешёл в «Куин оф зе Саут», в котором отыграл один сезон и завершил карьеру игрока.

### Карьера в сборной
За сборную Шотландии сыграл 4 матча, в которых не забил ни одного мяча.

### Карьера тренера
Работал главным тренером клубов «Куин оф зе Саут» (1965—1966), «Терд Ланарк» (1967) и «Гамильтон Академикал» (1970—1971).

### Смерть
Скончался 5 ноября 2006 года в возрасте 74 лет.

## Достижения
«Рейнджерс»
- Чемпион Шотландии (6): 1955/56, 1956/57, 1958/59, 1960/61, 1962/63, 1963/64
- Обладатель Кубка Шотландии (4): 1959/60, 1961/62, 1962/63, 1963/64
- Обладатель Кубка шотландской лиги (4): 1960/61, 1961/62, 1963/64, 1964/65
- Финалист Кубка обладателей кубков УЕФА (1): 1961